# Thomas Berning

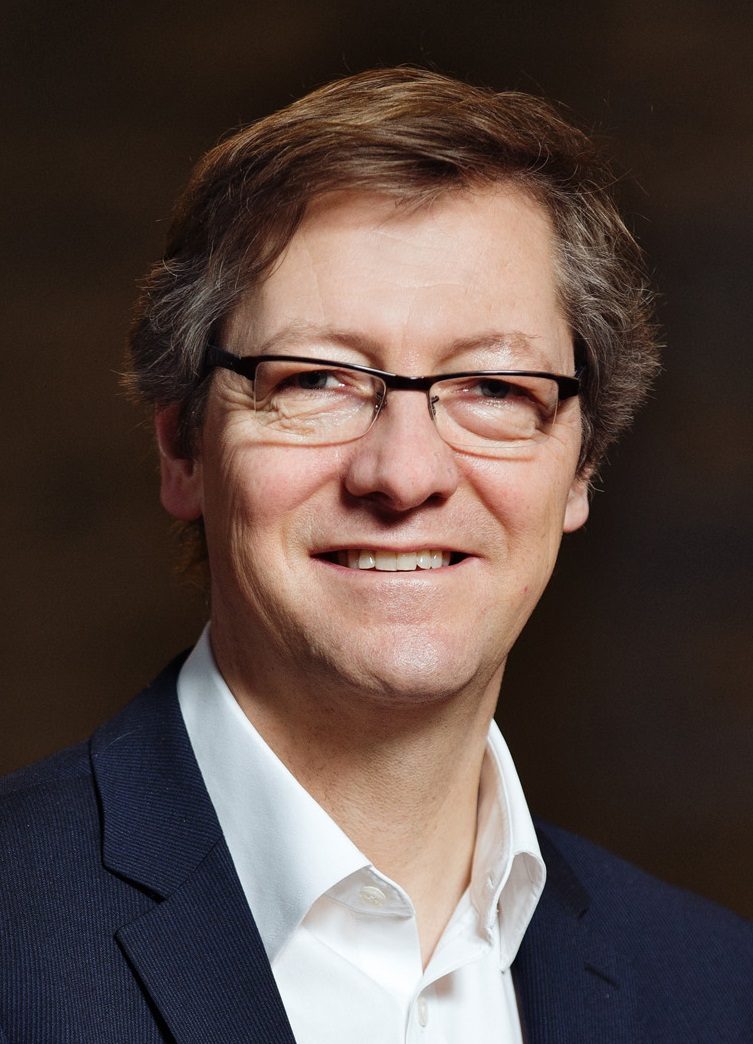
Thomas Berning (2015)

Thomas Berning (* 4. März 1966 in Havixbeck) ist ein deutscher Kirchenmusiker und Domkapellmeister am Hohen Dom zu Paderborn, Dirigent und Hochschullehrer.

## Leben und berufliche Tätigkeit
Thomas Berning studierte von 1987 bis 1992 Katholische Kirchenmusik an der Hochschule für Musik Detmold. Zu seinen Lehrern zählten Gerhard Weinberger (Orgel), Alexander Wagner, Georg Christoph Biller (Chordirigieren). Von 1988 bis 1992 leitete er den Kirchenchor St. Hedwig, Bielefeld-Heepen und von 1990 bis 1992 den Chor der evangelisch-reformierten Kirchengemeinde Heiligenkirchen (Detmold). Nach seinem Studium war er von 1992 bis 1995 Kantor an der Antoniuskirche in Herten (Westf.) und von 1995 bis 2006 Bezirkskantor der Erzdiözese Freiburg an der Jesuitenkirche in Heidelberg. Er leitete von 1992 bis 1995 den Madrigalchor Recklinghausen und gründete dort den Vestischen Kammerchor. In Heidelberg leitete er 1995–2006 den Konzertchor des katholischen Stadtdekanates Cappella Palatina Heidelberg, in Freiburg zudem den Kammerchor Concerto Vocale (1994–1999).
Als Konzertorganist war er 1993 der 1. Preisträger des Gottfried-Silbermann-Orgelwettbewerbs. Er initiierte das Orgelneubauprojekt in der Jesuitenkirche Heidelberg und ist Mitherausgeber des Freiburger Orgelbuchs.
Am Paderborner Dom ist Berning seit 2007 Domkapellmeister und Leiter der Singschule am Hohen Dom zu Paderborn (Johannes Hatzfeld-Haus). Er ist Mitglied der Kirchenmusikkommission des Erzbistums Paderborn und des Nationalkomitees des Chorverbandes Pueri Cantores. In seiner Dienstzeit erfuhr die Dommusik strukturelle Neuerungen. Dazu zählen u. a. der Umbau des Hauses der Dommusik, die Gründung der Mädchenkantorei am Hohen Dom, die Gründung des Freundeskreises Dommusik sowie der Aufbau einer Schulkooperation mit den Michaelsschulen Paderborn. Mit nun über 300 aktiven Sängern zählt die Paderborner Dommusik zu den großen Institutionen ihrer Art.
Unter seiner Leitung stehen seit 2007 der Paderborner Domchor (Knabenchor), die Domkantorei Paderborn und die Schola Gregoriana am Hohen Dom. In von ihm geleiteten Domkonzerten erfolgten u. a. die Aufführungen der oratorischen Großwerke Johann Sebastian Bachs, des Oratoriums L´Apocalypse selon St. Jean von Jean Françaix 2013, der Missa solemnis von Ludwig van Beethoven im Jahr 2015 sowie die Aufführung der wiederentdeckten Missa a 16 von Antonio Maria Abbatini zur Tagung der Deutschen Bischofskonferenz im Jahr 2012. Jährliche Konzertreisen mit seinen Chören führten ihn bisher u. a. nach Israel, Malta, Rom, Frankreich und in zahlreiche deutsche Kathedralen. Zum Jubiläum des Domchores reiste er im Oktober 2015 mit dem Domchor in die USA.
2008 berief ihn die Philharmonische Gesellschaft Paderborn (deren Orchester sich aus Mitgliedern des Niedersächsischen Staatsorchesters Hannover und der NDR Radiophilharmonie Hannover zusammensetzt) zum künstlerischen Leiter und Dirigenten ihrer sinfonischen Konzerte. Seit 2017 ist Berning Dirigent des Chores des Städtischen Musikvereins Gütersloh in der Nachfolge von Karl-Heinz Bloemeke. 2019 leitete Berning das Team zur Organisation des „8. Deutsches Chorfestival Pueri Cantores 2019“ in Paderborn, an dem ca. 2700 Kinder und Jugendliche aus ganz Deutschland teilnahmen.
In seinen Konzerten arbeitete Berning u. a. zusammen mit dem Heidelberger Kantatenorchester, den Heidelberger Sinfonikern, der Nordwestdeutschen Philharmonie und den Barockorchestern  Concerto con anima, L’Arco Hannover, dem Ensemble Schirokko Hamburg und dem Karlsruher Barockorchester.
Seit 1992 unterrichtet Thomas Berning im Hochschulbereich, zunächst an der Hochschule für Musik Detmold, von 1996 bis 2006 an der Hochschule für Kirchenmusik Heidelberg und seit 2007 im Fach Partiturspiel wieder an der Hochschule für Musik Detmold. Impulse für seine künstlerische Arbeit erhielt er auch bei Kursen von Uwe Gronostay, Richard Wistreich und Andrea Marcon sowie in der Zusammenarbeit mit renommierten Solisten und Orchestern.
Berning ist mit der Sängerin Ina Siedlaczek verheiratet und hat fünf Kinder.

## Preise / Auszeichnungen
- 1993: 1. Preisträger beim 1. Internationalen Gottfried-Silbermann-Orgelwettbewerb, Freiberg (Sachsen)
- 2017: 2. Preis (Platzierungskategorie: „mit sehr gutem Erfolg teilgenommen“) beim Landeschorwettbewerb NRW mit den Männerstimmen des Paderborner Domchores (Kategorie: Männerchöre bis 35 Mitglieder)[6]

## Aufnahmen
- Nun öffnet alle Tore weit! Chor- und Orgelmusik von Theodor Pröpper (1996)
- Hör, o Vater. Geistliche Gesänge für Bariton (Markus Lemke) und Orgel von Rheinberger und Dvorak. (Christophorus Entrée, 2004)
- Josef Gabriel Rheinberger: Christus factus est (mit Vocalensemble Rastatt, Holger Speck). Carus-Verlag
- Libori Festmusik – Chor- und Orgelmusik zum Libori-Fest. Paderborner Domchor, Tobias Aehlig (u. a.: Wolfgang Seifen: Missa festiva Sti. Liborii) Musicom 2016